# Amy Basergová
Amy Basergová (* 29. září 2000 Curych) je švýcarská biatlonistka.
Biatlonu se věnuje od roku 2008. Ve Světovém poháru debutovala v březnu 2021, když v Östersundu obsadila ve sprintu 83. místo.
Ve své dosavadní kariéře nezvítězila ve světovém poháru v žádném individuálním závodu. Jejím doposud nejlepší individuálním umístěním v závodech světové poháru je třetí místo z vytrvalostního závodu z Ruhpoldingu z ledna 2025. Dvakrát na stupně vítězů vystoupala v rámci závodu smíšených dvojic.

## Výsledky

### Mistrovství světa a zimní olympijské hry
| Sezóna  | A   | Místo                | SP  | SZ  | HZ | IZ  | ŠT  | SŠT | SZD | Věk    |
| ------- | --- | -------------------- | --- | --- | -- | --- | --- | --- | --- | ------ |
| 2021/22 | ZOH | Peking               | 54. | 39. | –  | 69. | DNF | 8.  | ×   | 21 let |
| 2022/23 | MS  | Oberhof              | 39. | 26. | –  | 38. | 8.  | –   | –   | 22 let |
| 2023/24 | MS  | Nové Město na Moravě | 54. | 54. | –  | 51. | 9.  | 4.  | –   | 23 let |
| 2024/25 | MS  | Lenzerheide          | 61. | —   | –  | 19. | 14. | 6.  | 4.  | 24 let |

Poznámka: Výsledky z olympijských her a mistrovství světa se do hodnocení světového poháru nezapočítávají.